# موتور سيتش
موتور سيش (بالإنجليزية:Motor Sich) (بالأوكرانية: ВАТ «Мотор Січ»)‏ هي شركة عامة يقع مقرها في زاباروجيا وهي واحدة من أكبر الشركات المصنعة لمحركات الطائرات والمروحيات حول العالم. كما أنها المؤسسة الوحيدة في أوكرانيا التي تصنع محركات الطائرات والمروحيات وكذلك منشآت توربينات الغاز الصناعية.

## نظرة عامة
تنتج شركة موتور سيش حاليًا محرك توربيني باسم Ivchenko Progress D-18 والذي يعمل على تشغيل أنواع من طائرات أنتونوف An-124 وأن-225 ، على الرغم من ذلك تبقى سلسلة محركات Ivchenko Progress D-36 / Ivchenko Progress D-436 هي أعلى محركات بمعدل الإنتاج في رابطة الدول المستقلة.
وقد ورثت موتور سيش بعض إمكانات تصنيع محركات الطائرات من الاتحاد السوفيتي السابق. وتنتج محركات توربينية ومحركات أجنحة دوارة تعمل بمحرك توربيني وتُستخدم في على الطائرات في الخدمة الروسية، مثل طائرات هليكوبتر عسكرية من طراز مي وكا. 
من بين منتجات الشركة الجديدة محرك MS-500V التوربيني ذو العمود التوربيني، والذي كان مخصصًا في الأصل
للمروحية الروسية انسات.
وقد أعلنت الشركة أنها تخطط لإطلاق مروحيتها الخاصة، الملقبة بالأمل، في 2018. 
اعتبارًا من عام 2017، اشترت شركة بيجين سكايريزون أفييشن (Beijing Skyrizon Aviation) الصينية حصة 41 ٪ في موتور سيش، ولكن في سبتمبر 2017 قامت محكمة أوكرانية بتجميد الحيازة لأسباب تتعلق بالأمن القومي. ووافقت شركة بيجين سكايريزون أفييشن على استثمار 250 مليون دولار في المصانع الأوكرانية، وإنشاء مصنع تجميع وخدمة في تشونغتشينغ بجنوب غرب الصين. عندما انتقدت حكومة الولايات المتحدة أوكرانيا لبيعها محركات من موتور سيش إلى الصين، قال السياسي الأوكراني أوليه لياشكو: «إذا كانت الولايات المتحدة لا تريد أن نبدأ في البيع للصينيين، فدعهم يشترون محركات طائراتنا».

## مكونات
- مصنع زاباروجيا الهندسية للمحركات
- مصنع أوميلشينكو للهندسة (1988)، زاباروجيا
- مصنع سنيزني للهندسة (1970)، سنيزني
- مصنع فولوتشيسك الهندسي (1971)، فولوتشيسك
- خطوط موتور سيش الجوية (1984)
- تلفزيون أليكس (1995)، شركة تلفزيونية محلية

في عام 2011 استحوذت على مصنع أورشا للهندسة، أورشا، روسيا البيضاء.

## صالة عرض

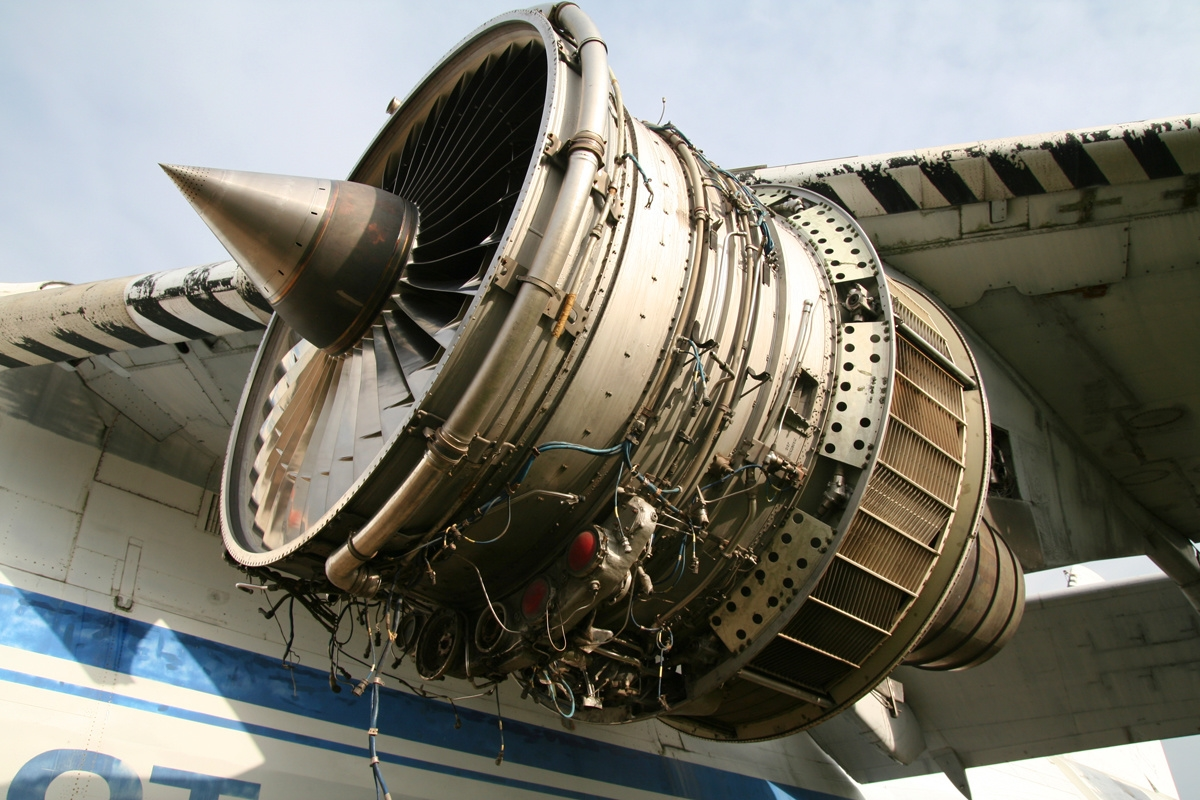
محرك Progress D-18T أنتجته موتور سيش
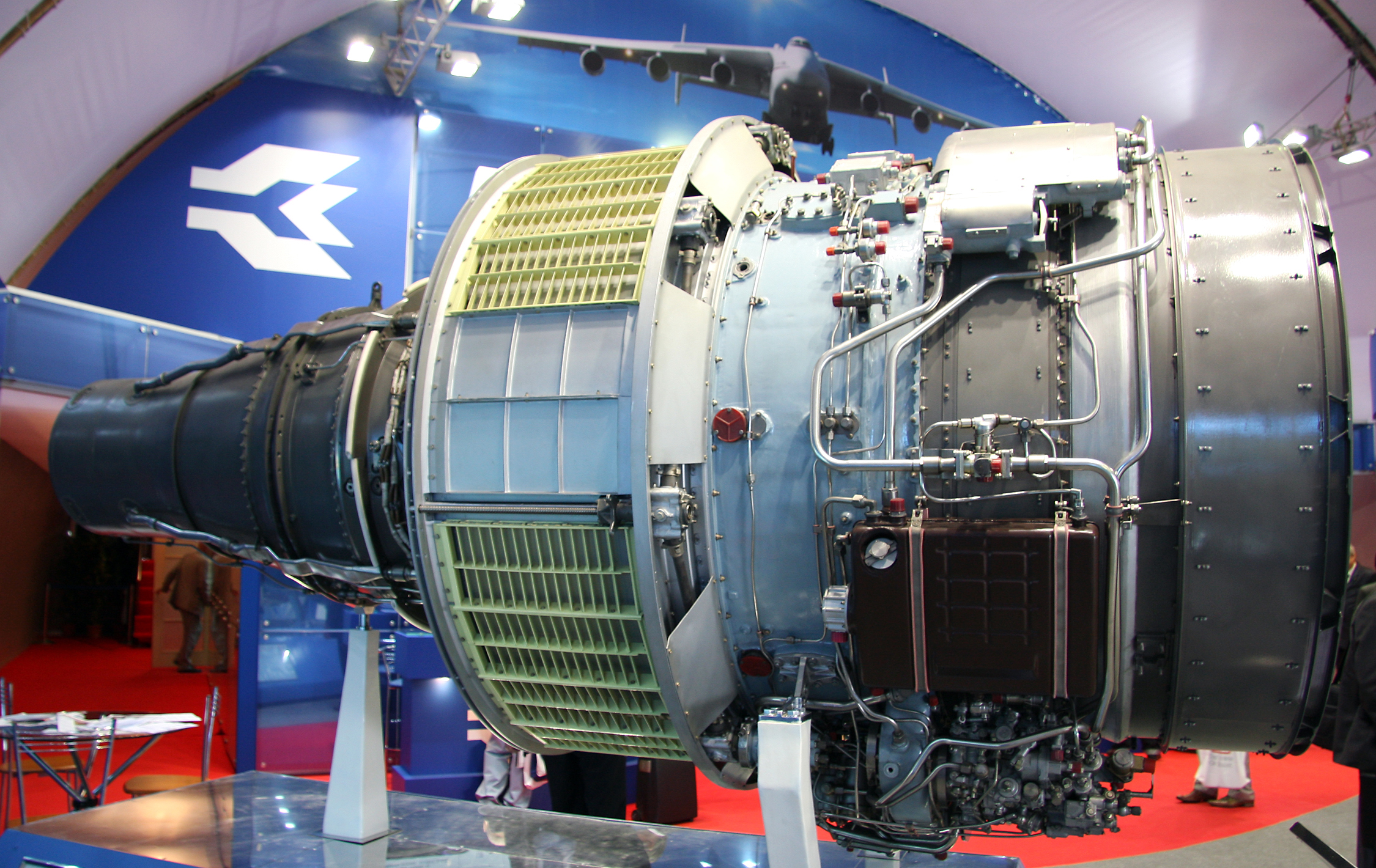
محرك Progress D-436 من إنتاج موتور سيش
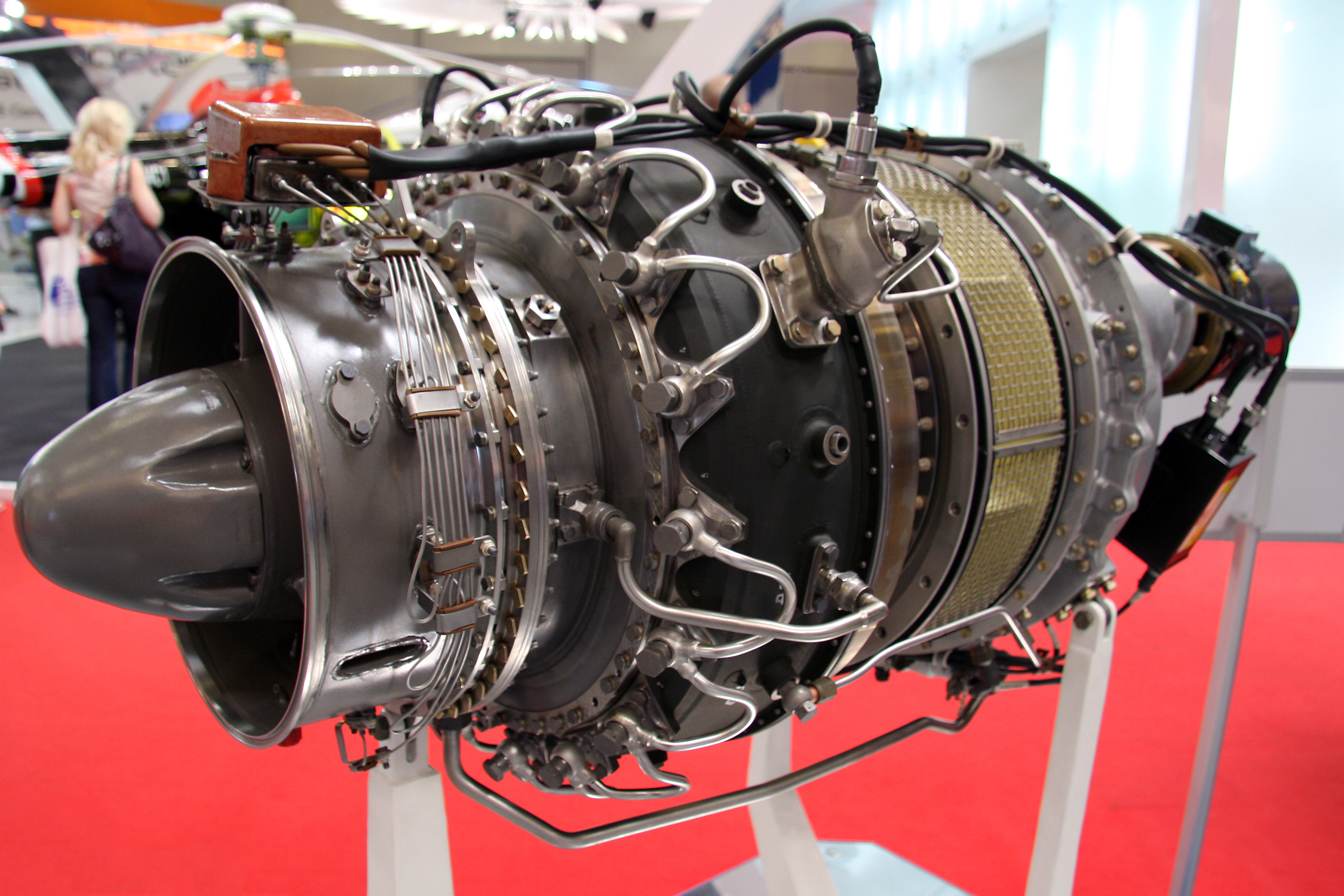
محرك موتور سيش من نوع MS-500V
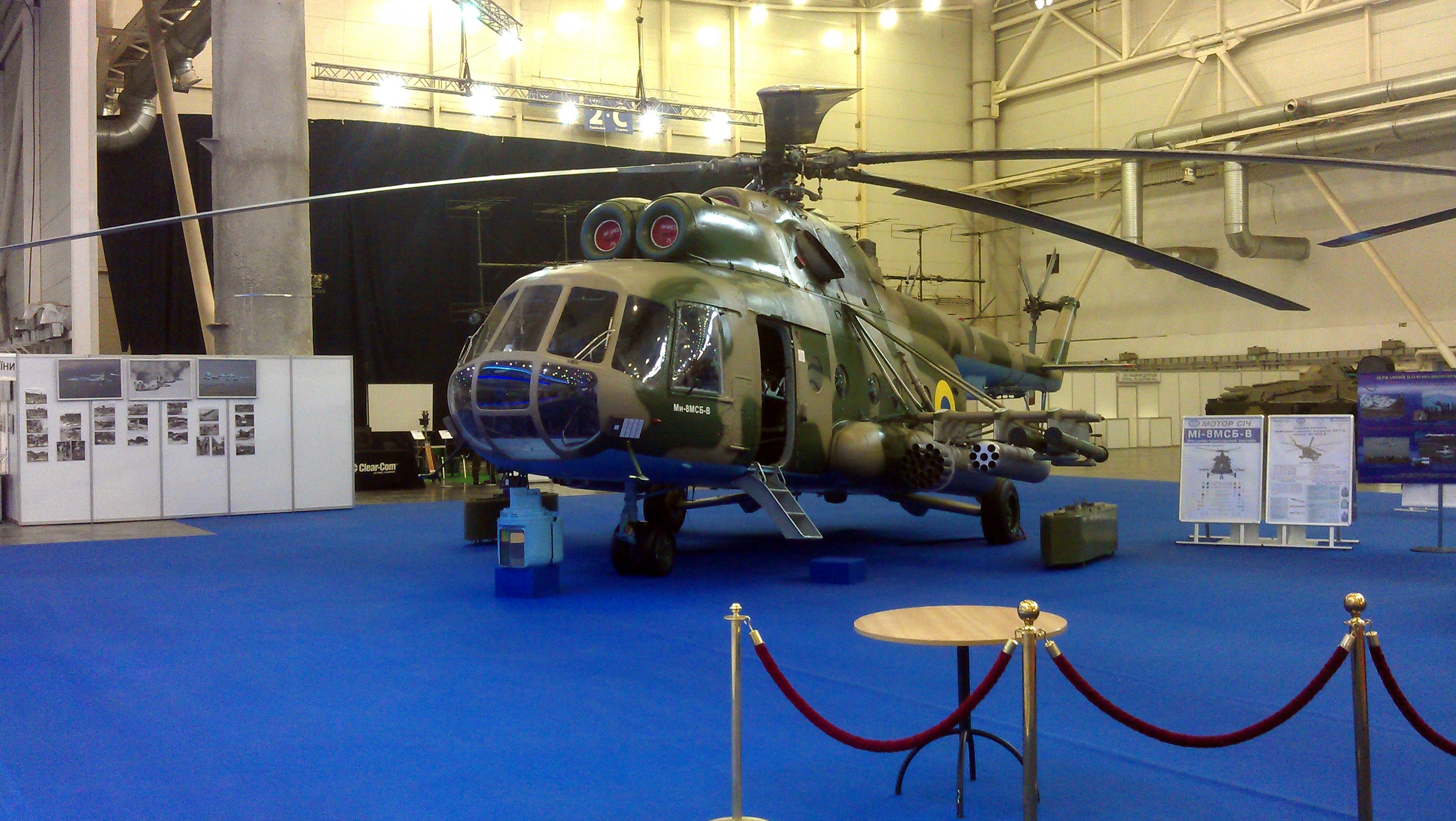
التحديث الأوكراني لطائرة ميل مي-8 MSB-V
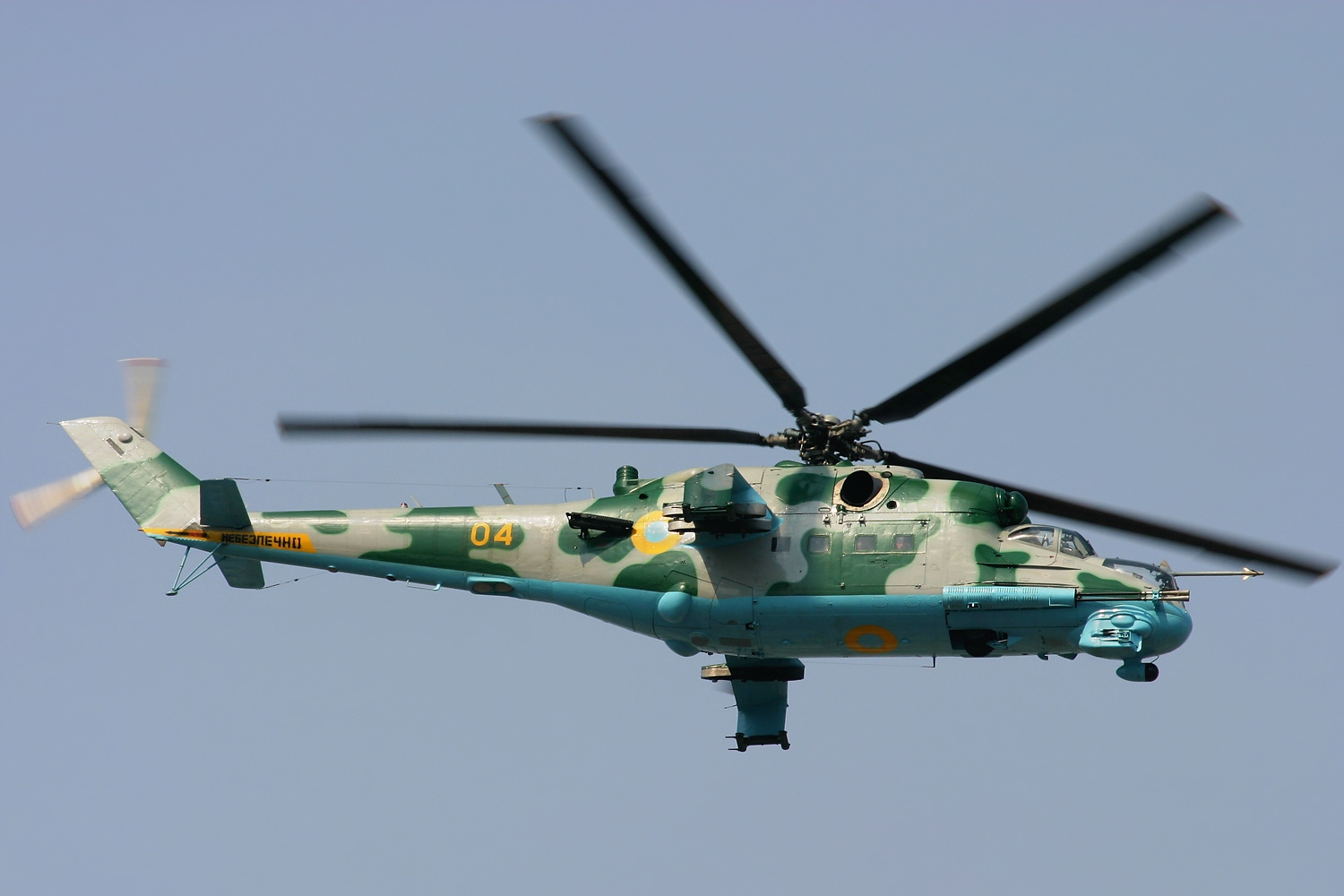
تحديث Mil ميل مي-24 P في خدمة الجيش الأوكراني
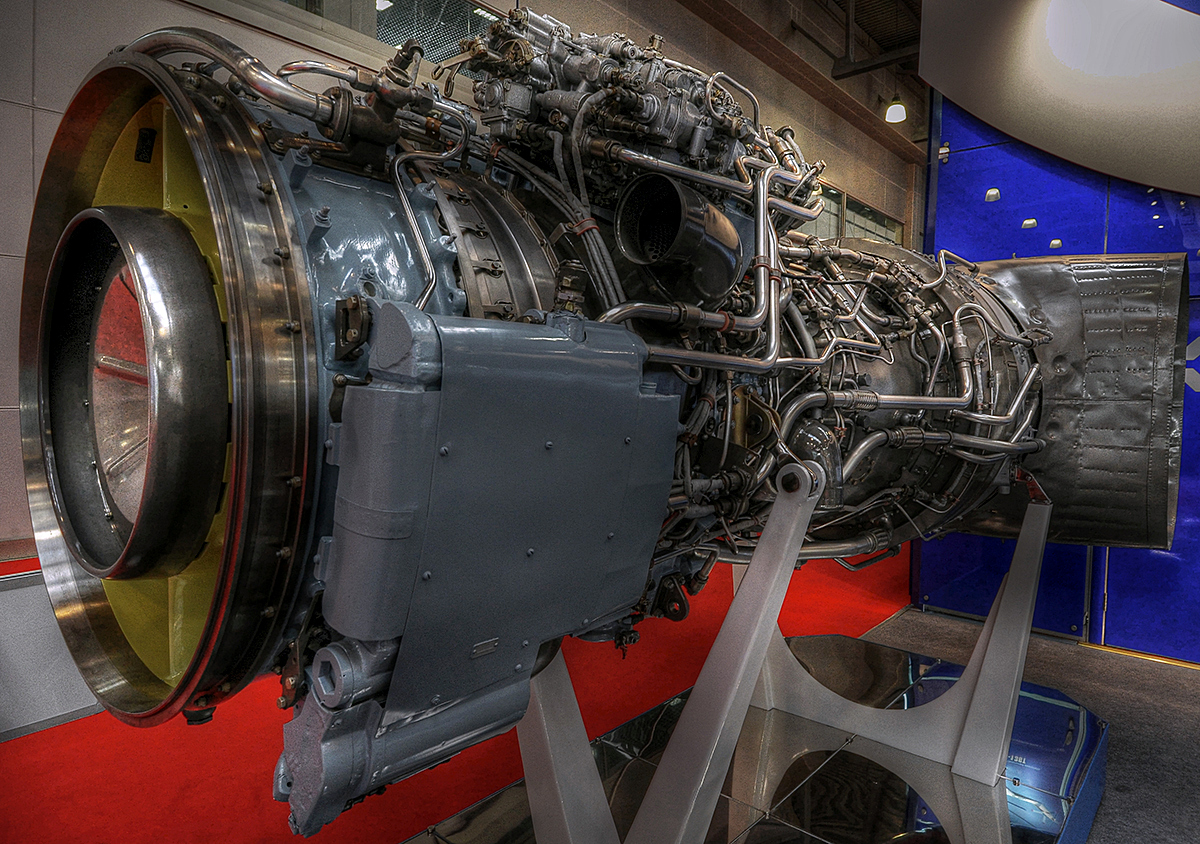
محرك AI-136T التوربيني لمروحية ميل مي-26

## روابط خارجية
- موقع ويب موتور سيش